# Beutelsbach
Beutelsbach è un comune tedesco di 1 116 abitanti, situato nel land della Baviera.